# اوک (مجارستان)
اوک (به مجاری: Ukk) یک شهرداری در مجارستان است که در وسپرم واقع شده‌است. اوک ۱۳٫۸۷ کیلومتر مربع مساحت و ۳۵۵ نفر جمعیت دارد.